# Rhododendron periclymenoides
Rhododendron periclymenoides là một loài thực vật có hoa trong họ Thạch nam. Loài này được (Michx.) Shinners miêu tả khoa học đầu tiên năm 1962.

## Hình ảnh

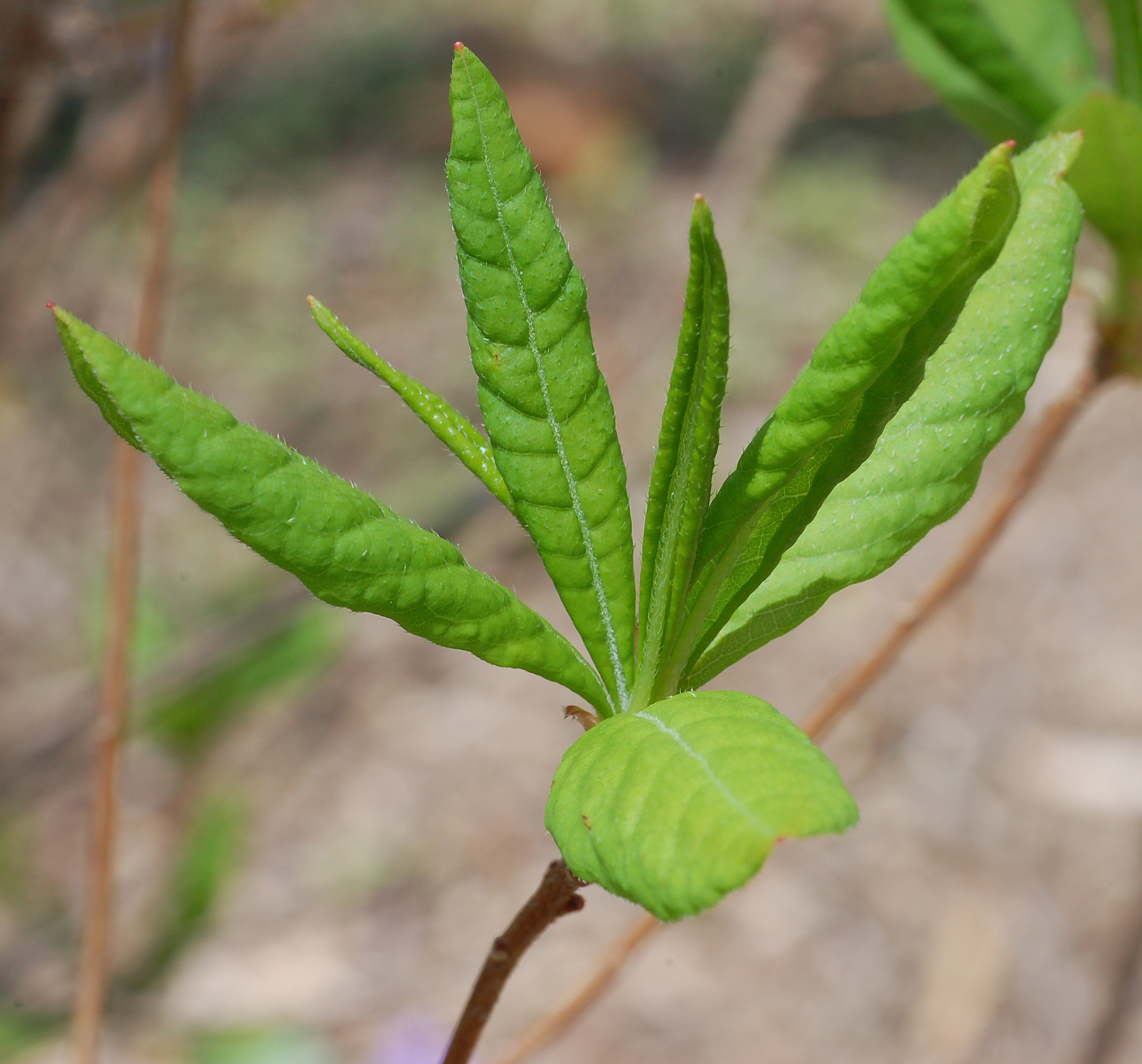
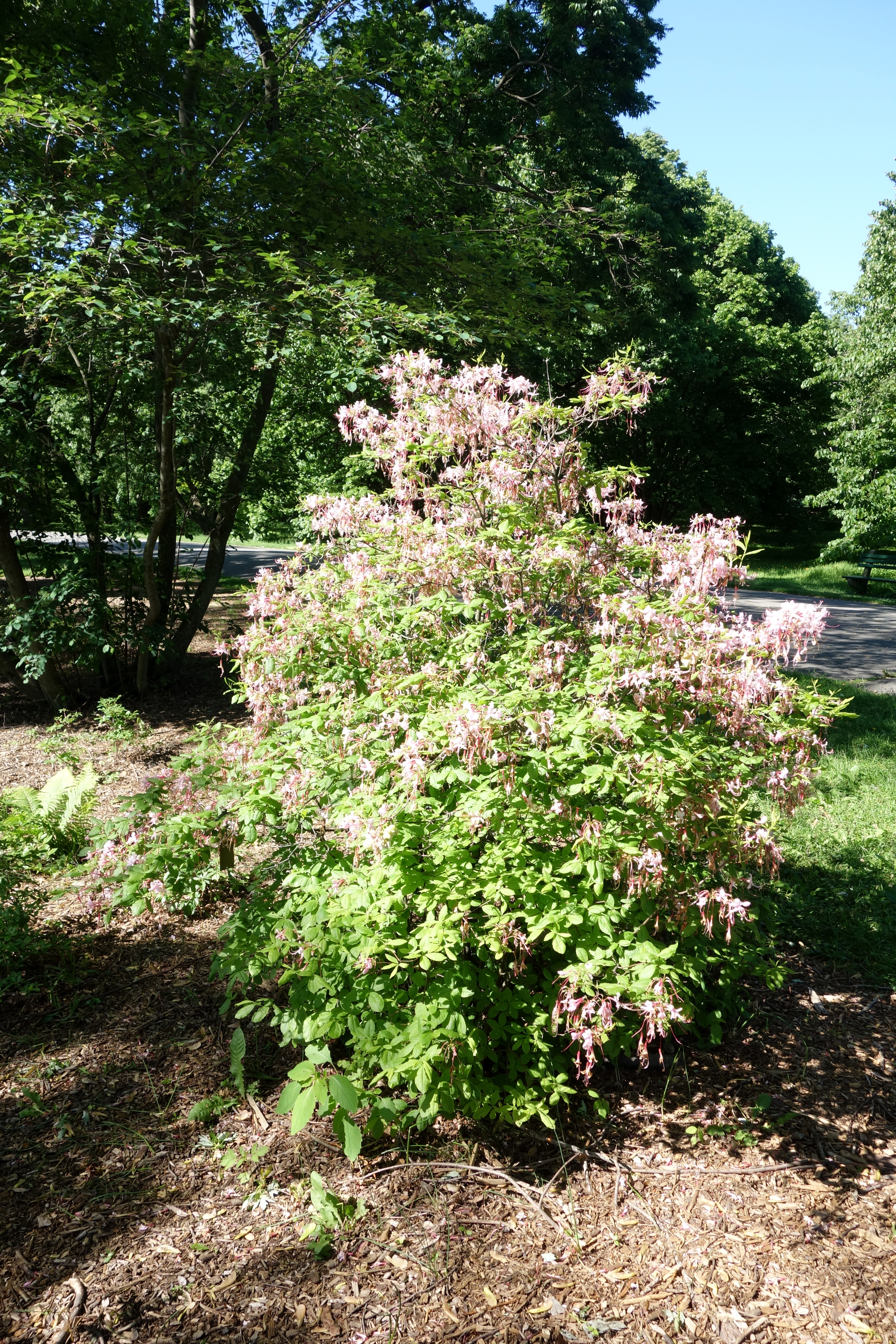
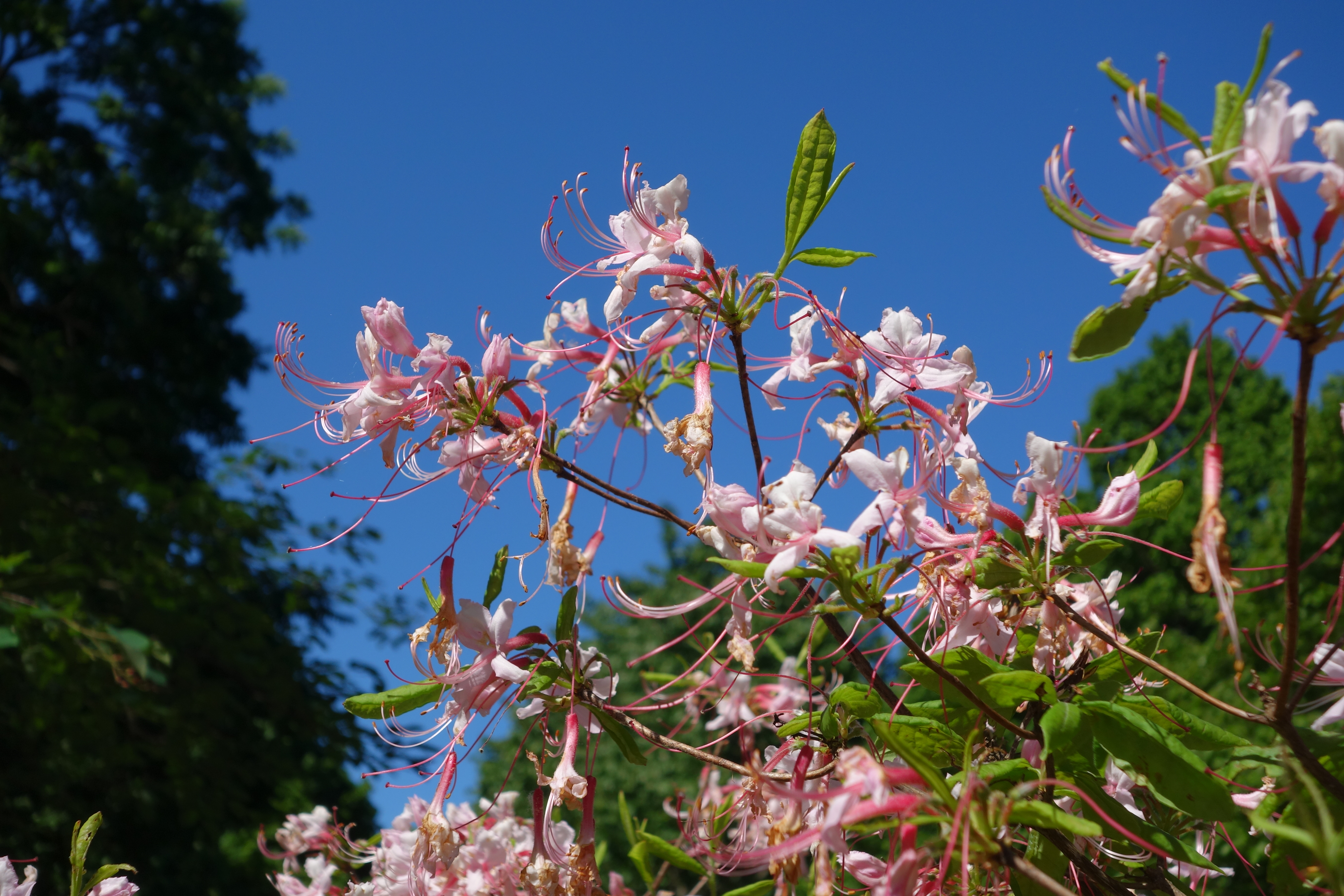
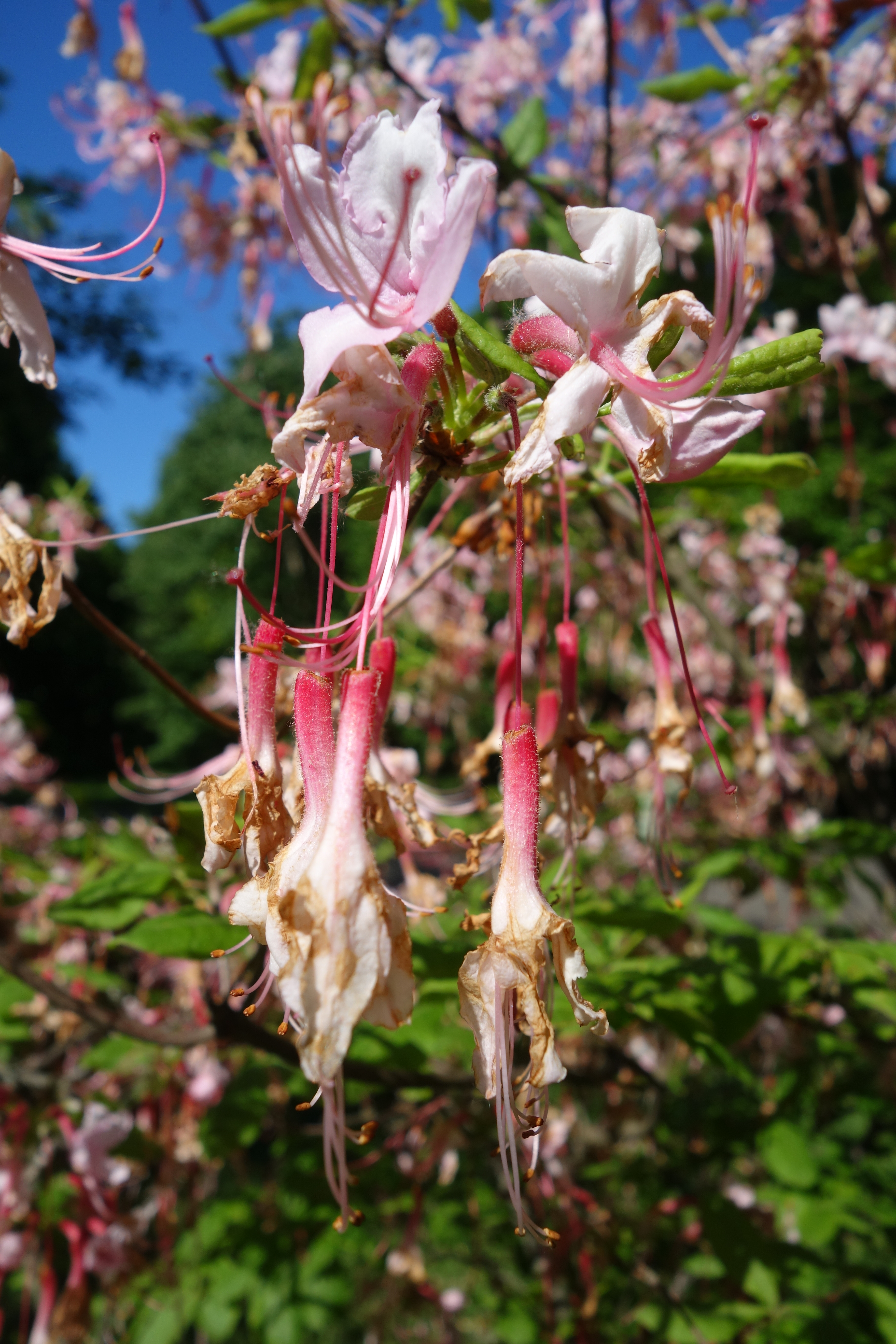